# Casa Ribal (la Vall de Boí)
La Casa Ribal és una casa de Durro al municipi de la Vall de Boí (Alta Ribagorça) protegida com a Bé Cultural d'Interès Local.

## Descripció
Unitat tipològica de tipus familiar, agrícola i ramadera, que inclou casa, paller, era, hort i un cobert de fusta adossat a la casa.
L'edifici té tres pisos i del superior cal destacar la presència de colomar, una doble balconada, formant galeries, adossada a aquest cos central -amb baranes de fusta- i una altra a la banda d'accés a la casa.
Un altre tret distintiu n'és l'arrebossat de la façana principal de la casa, en color blanc.